# Páez (kommun)
Páez är en kommun i Colombia.   Den ligger i departementet Boyacá, i den centrala delen av landet, 130 km öster om huvudstaden Bogotá. Antalet invånare är 3 369.